# IC 5264
IC 5264 ist eine Spiralgalaxie vom Hubble-Typ Sab im Sternbild Kranich am Südsternhimmel. Sie ist schätzungsweise 87 Millionen Lichtjahre von der Milchstraße entfernt und hat einen Durchmesser von etwa 60.000 Lichtjahren.
 
Im selben Himmelsareal befinden sich u. a. die Galaxien NGC 7418, IC 1459, IC 5269, IC 5270.
Gemeinsam mit IC 5269 und PGC 70075 bildet sie die IC 5264-Gruppe oder LGG 465.
Das Objekt wurde am 10. Juni 1896 von Lewis Swift entdeckt.

## IC 5264-Gruppe (LGG 465)
| Galaxie   | Alternativname | Entfernung/Mio. Lj |
| --------- | -------------- | ------------------ |
| IC 5269   | PGC 70110      | 88                 |
| IC 5264   | PGC 70081      | 87                 |
| PGC 70075 | NGC 7418A      | 94                 |